# کوریا (شهرستان کورینسکی، سرزمین آلتای)
کوریا (به لاتین: Kurya) یک منطقهٔ مسکونی در روسیه است که در سرزمین آلتای واقع شده‌است.